# Sportåret 1858

## Händelser

### Australisk fotboll
- 7 augusti - I Australien beslutar man bilda Melbourne Football Club, som utövar australisk fotboll.

### Baseboll
- 20 juli - Första avgiften för att få se en basebollmatch tas, då man får betala 50 cent då New York slår Brooklyn med 22–18.[1]
- 10 september - John Holden genomför basebollens första home run då Brooklyn möter New York.[1]

### Biljard
- 12 april — I Detroit vinner Michael J. Phelan första amerikanska mästerskapet.[1]

### Boxning
- 5 januari — Tom Sayers besegrar Bill Benjamin i en match om tre donder på Isle of Grain för att sedan utmana Tom Paddock om det engelska mästerskapet.[2]
- 16 juni — Sayers och Paddock möts på Canvey Island där Sayers vinner i en match om 21 ronder, och blir engelsk mästare.[2]
- 20 oktober — John Morrissey försvarar slutligen det amerikanska mästerskapet vid Long Point i Kanada mot John C. Heenan.  Heenan förstör två knytnävar tidigt under matchen, som slutar efter 11:e ronden då Heenan inte kan fortsätta.[3]

### Cricket
- Okänt datum - Surrey CCC vinner County Championship [4].

### Rodd
- 27 mars - Universitetet i Cambridge vinner universitetsrodden mot Oxfords universitet.

## Födda
- 15 juli – Jack Simpson, skotsk golfare.